# Melisa Sözen
Ayse Melisa Sözen (Istanbul, 6 luglio 1985) è un'attrice turca, nota per aver interpretato il ruolo di Nihal, la protagonista del film Il regno d'inverno - Winter Sleep.

## Filmografia

### Cinema
- Il regno d'inverno - Winter Sleep (KIs Uykusu), regia di Nuri Bilge Ceylan (2015)
- Damien veut changer le monde, regia di Xavier de Choudens (2019)

## Premi e riconoscimenti
- 2015:  SIYAD, Turkish Film Critics Association Award - Best Actress - Il regno d'inverno - Winter Sleep